# Zeche Mühlenbank (Hattingen)
Die Zeche Mühlenbank war ein Steinkohlenbergwerk in Hattingen-Holthausen. Das Bergwerk war auch unter dem Namen Zeche Möllen Banck bekannt.

## Bergwerksgeschichte
Das Bergwerk war bereits im Jahr 1739 in Betrieb. In den Jahren 1754 und 1755 wurde das Bergwerk in Fristen gelegt, Grund hierfür war der Absatzmangel. In den Jahren 1758 und 1759 war das Bergwerk nachweislich in Betrieb. Am 22. September des Jahres 1827 wurde ein Längenfeld verliehen. Im Jahr 1842 wurde das Bergwerk in den Unterlagen des Bergamtes genannt. Im Jahr 1867 wurden 7540 Scheffel Steinkohle gefördert. Zu diesem Zeitpunkt befand sich das Stollenmundloch des Bergwerks 80 Meter östlich vom Schacht der späteren Zeche Aurora, bei einer Höhe von + 100 m NN. Im Jahr 1869 wurden 122 Tonnen und im darauffolgenden Jahr 110 Tonnen Steinkohle gefördert. Im Jahr 1874 war bereits ein tonnlägiger Schacht vorhanden. In diesem Jahr wurden 2078 Tonnen Steinkohle gefördert. In den ersten beiden Quartalen des Jahres 1875 war das Bergwerk noch in Betrieb, es wurden 957 Tonnen Steinkohle gefördert. Im 3. Quartal desselben Jahres wurde die Zeche Mühlenbank außer Betrieb genommen. Später wurde die Berechtsame der Zeche Alte Haase zugeschlagen.